# Карјер су Поаси
Карјер су Поаси (фр. Carrières-sous-Poissy) је насељено место у Француској у региону Париски регион, у департману Ивлен.
По подацима из 2011. године у општини је живело 15.453 становника, а густина насељености је износила 2149,24 становника/km².

## Демографија
| 1962. | 1968. | 1975.  | 1982.  | 1990.  | 2011.  |
| ----- | ----- | ------ | ------ | ------ | ------ |
| 4.222 | 6.054 | 10.324 | 10.244 | 11.353 | 15.453 |